# Полішко Ілля Панкратович
Ілля Панкратович Полішко (1912, село Андріївка, тепер Кегичівського району Харківської області — 1992, село Красне, тепер Болградського району Одеської області) — український радянський діяч, новатор сільськогосподарського виробництва, свинар-механізатор радгоспу «Красний» Тарутинського району Одеської області. Депутат Верховної Ради УРСР 6-го скликання. Герой Соціалістичної Праці (28.02.1962).

## Біографія
Народився в бідній селянській родині. Освіта початкова. Трудову діяльність розпочав у 1930 році колгоспником.
У 1944—1959 роках — робітник, а потім бригадир тваринницьких ферм радгоспів «Париж» («Первомайський») Арцизького району і «Красний» Тарутинського району Ізмаїльської (з 1954 року — Одеської) області.
З 1959 року — свинар-механізатор ферми четвертого відділення радгоспу «Красний» села Красне Тарутинського району Одеської області.
Майстер великогрупової відгодівлі свиней, ударник комуністичної праці. Механізував трудомісткі процеси на свинофермі, що дало змогу досягнути значних результатів у відгодівлі свиней. У 1961 році із двох механізованих відгодівельних пунктів, закріплених за Іллею Полішком, радгосп здав державі 4200 свиней загальною вагою понад чотири тисячі центнерів. Собівартість центнера свинини не перевищувала 26 карбованців.
Член КПРС з 1961 року.

## Нагороди
- Герой Соціалістичної Праці (28.02.1962)
- орден Леніна (28.02.1962)
- орден Трудового Червоного Прапора (8.04.1971)
- медаль «За трудову доблесть» (26.04.1963)
- медалі